# Catherine de Károlyi
Catherine de Károlyi (née Catherine ou Katalin Pólya le 1er septembre 1919 à Budapest et morte le 30 octobre 2006 à Paris 16e) est une styliste française d'origine hongroise.

## Biographie
Elle est issue d'une famille de petite noblesse hongroise[réf. nécessaire], calviniste, fille unique du peintre Tibor Pólya (hu) et de Szeréna Lange. Son père meurt en 1937, laissant son épouse et ses enfants sans grand moyens financiers. Catherine Pólya complète les revenus familiaux en réalisant des croquis pour des magazines de mode et en dessinant des costumes pour une compagnie de théâtre du comte Étienne Károlyi, dessins qu'elle signe d'un surnom russe que lui a attribué sa mère, Gogo. 
Le 12 décembre 1945 à Budapest, alors que la situation politique du royaume de Hongrie, occupé par les troupes soviétiques et roumaines, est chaotique, elle épouse Étienne Károlyi, dont elle a un fils, Georges ou György Károlyi, en novembre 1946. Étienne Károlyi est issu d’une grande famille de la noblesse hongroise, dont plusieurs membres ont eu un rôle important dans l'histoire du pays. L'oncle d'Étienne Károlyi, Mihály Károlyi, a été le président d'une première et éphémère République de Hongrie, de 1919 à 1920, et est, dans les années qui suivent la Seconde Guerre mondiale, ambassadeur de Hongrie en France.
Devant l’instauration progressive d'un régime communiste en Hongrie, Catherine de Károlyi et son époux gagnent la France, laissant dans un premier temps leur fils dans les mains de ses grands-mères, puis les faisant venir sur place six mois plus tard.
Catherine et Étienne de Károlyi se séparent quelques années plus tard, Étienne de Károlyi ayant gagné le Maroc (ils divorcent en février 1953). Catherine de Károlyi trouve un poste de mannequin puis de dessinatrice chez Robert Piguet. Lorsque la maison Piguet ferme en juillet 1951, elle crée son propre atelier de confection, sous la griffe Catherine de Károlyi, et travaille pour Jacques Fath, Christian Dior ou encore Pierre Balmain. Elle gagne également l'amitié de Louise de Vilmorin, puis plus tard de son compagnon André Malraux.
Le 12 janvier 1954, elle épouse en deuxièmes noces Raymond Assayas, plus connu sous le pseudonyme de Jacques Rémy, à Boullay-les-Troux, en Seine-et-Oise (aujourd'hui département d'Essonne). Raymond Assayas est un scénariste et dialoguiste de cinéma, né à Constantinople en 1910 et naturalisé français en 1932. Ce mariage lui permet aussi d'obtenir la nationalité française, étant jusqu'alors une réfugiée. Les années suivantes, la famille s'agrandit, avec deux fils, Olivier en 1955 et Michka en 1958.
Mais la partie la plus notable de sa carrière de modéliste ou styliste se fait au sein de la maison Hermès, où elle crée en 1967 la collection de prêt-à-porter. Elle fait évoluer les collections en douceur et imagine la ceinture avec la boucle H. Elle crée également les tenues des hôtesses de la compagnie UTA en 1979 , et participe à la création des collections de vêtements et d'accessoires (sacs, ceintures, carrés, boutons, ...) de cette maison de couture, jusqu'en 1980, continuant à apporter sa patte ainsi que son sens de l'élégance et du détail. 
Elle meurt en 2006, à quatre-vingt-sept ans,.